# Irix
Irix – marka szerokokątnych obiektywów manualnych, zrzeszająca specjalistów z różnych krajów europejskich, zarządzana przez TH Swiss z siedzibą w Szwajcarii. Obiektywy Irix przeznaczone są do pełnoklatkowych lustrzanek cyfrowych z mocowaniami: Canon EF, Nikon F i Pentax K. Ofertę marki uzupełniają produkty serii Edge, wśród których znajdują się filtry ochronne, polaryzacyjne, szare oraz uchwyty filtrowe.
Obiektywy:
- Irix 11 mm f/4.0
- Irix 15 mm f/2.4

Filtry Irix Edge:
- zestaw filtrów żelatynowych Irix Edge FG-NDS
- filtr polaryzacyjny Irix Edge
- filtry szare Irix Edge ND
- filtr UV i ochronny Irix Edge